# Calloruza
Calloruza là một chi bướm đêm thuộc họ Noctuidae.